# Velizar Iliev
Velizar Iliev (* 9. März 1966 in Wraza) ist ein ehemaliger amerikanischer Sportler bulgarischer Herkunft, der im Modernen Fünfkampf aktiv war.
1986 hatte er bei den Junioren-Weltmeisterschaften für Bulgarien Gold gewonnen. Aber sein anschließender Dopingtest war positiv auf Betablocker. Der Titel wurde aberkannt und Iliev für 30 Monate gesperrt.
Später wurde er Amerikaner. Mit der Mannschaft der Vereinigten Staaten gewann er bei den Weltmeisterschaften 1999 im Staffel-Wettbewerb Bronze. Bei den Weltmeisterschaften 2000 wurde er zweifacher Weltmeister, im Staffel- und im Mannschaftswettbewerb. Bei den Olympischen Spielen 2000 in Sydney erreichte er den neunten Platz.